# Parco divertimenti di Pryp"jat'
Il parco divertimenti di Pryp"jat' (in ucraino Парк культури і відпочинку?, Park kul'tury i vidpočynku) è un parco divertimenti abbandonato della città di Pryp"jat', in Ucraina.

## Storia
Costruito sotto l'Unione Sovietica e conosciuto come "Parco della cultura e del riposo" (Парк культуры и отдыха), nome usato per altri parchi in tutta l'URSS, le sue attrazioni vennero commissionate alla fabbrica Attraktsion (Аттракцион) di Ejsk, nota per aver creato costruzioni in molti parchi dell'Unione.
L'apertura al pubblico era prevista per il 1º maggio 1986, in occasione della Festa dei lavoratori; tuttavia, a causa del disastro di Černobyl' avvenuto cinque giorni prima, il 26 aprile, l'evento non ebbe più luogo. Diverse fonti hanno riportato che il parco fu aperto per un breve lasso di tempo, il 27 aprile poco prima dell'annuncio di evacuare la città, come testimonierebbero alcune foto scattate da Graham Gilmore Photography sul luogo.
Alcune teorie ritengono che l'apertura del parco sia stata effettuata per distrarre i residenti di Pryp"jat' dal disastro, anche se, tramite un video su YouTube, alcune giostre rimasero sostanzialmente incomplete (per esempio, il paracadutista non era dotato di tettoie e il rivestimento della ruota panoramica non fu completato). In realtà, considerando che i cittadini non erano affatto impauriti al momento dell'evacuazione, non ci sarebbe stato alcun bisogno di distrarli. In ogni caso, il parco e in particolare la sua ruota panoramica sono diventati un simbolo del disastro.
I liquidatori tolsero le radiazioni ionizzanti nel terreno dopo che gli elicotteri impiegati per trasportare materiali radioattivi cessarono di utilizzare i terreni come pista di atterraggio. Tuttavia, le aree in cui il muschio si è accumulato possono emettere fino a 25.000 µSv/h, tra i più alti livelli di radiazione nell'intero parco.

## Attrazioni
Il parco è composto da cinque attrazioni:
- Krugovoy obzor (Круговой обзор), l'iconica ruota panoramica alta 26 metri;
- Avtodrom (Автодром), autoscontro;
- Romashka (Ромашка), il paracadutista;
- Russkiye kacheli (Русские качели), la barca altalena.
- Il parco ospita anche il gioco di carnevale del tiro.

Nel settembre 2017 alcuni turisti polacchi sono riusciti ad azionare la ruota panoramica per un breve periodo di tempo. Dopo averlo filmato, la ruota è stata nuovamente fermata.

## Nella cultura di massa
- Nei videogiochi S.T.A.L.K.E.R.: Shadow of Chernobyl, Chernobylite e Call of Duty 4: Modern Warfare,[14] il parco ricopre un ruolo importante.[15][16] All'inizio del trailer di S.T.A.L.K.E.R. 2: Heart of Chernobyl, vengono mostrati alcuni frame del parco.[17]
- Nel film Chernobyl Diaries - La mutazione (2012) appare il parco.[senza fonte]
- Nella clip musicale del brano Life Is Golden dei Suede, appare il parco divertimenti.[18]
- Nel romanzo A Stroll to the Zone di Markiyan Kamysh riguardante la visita di luoghi catastrofici, compare anche il parco.[19]

## Galleria d'immagini

Condizioni del parco nel 2016
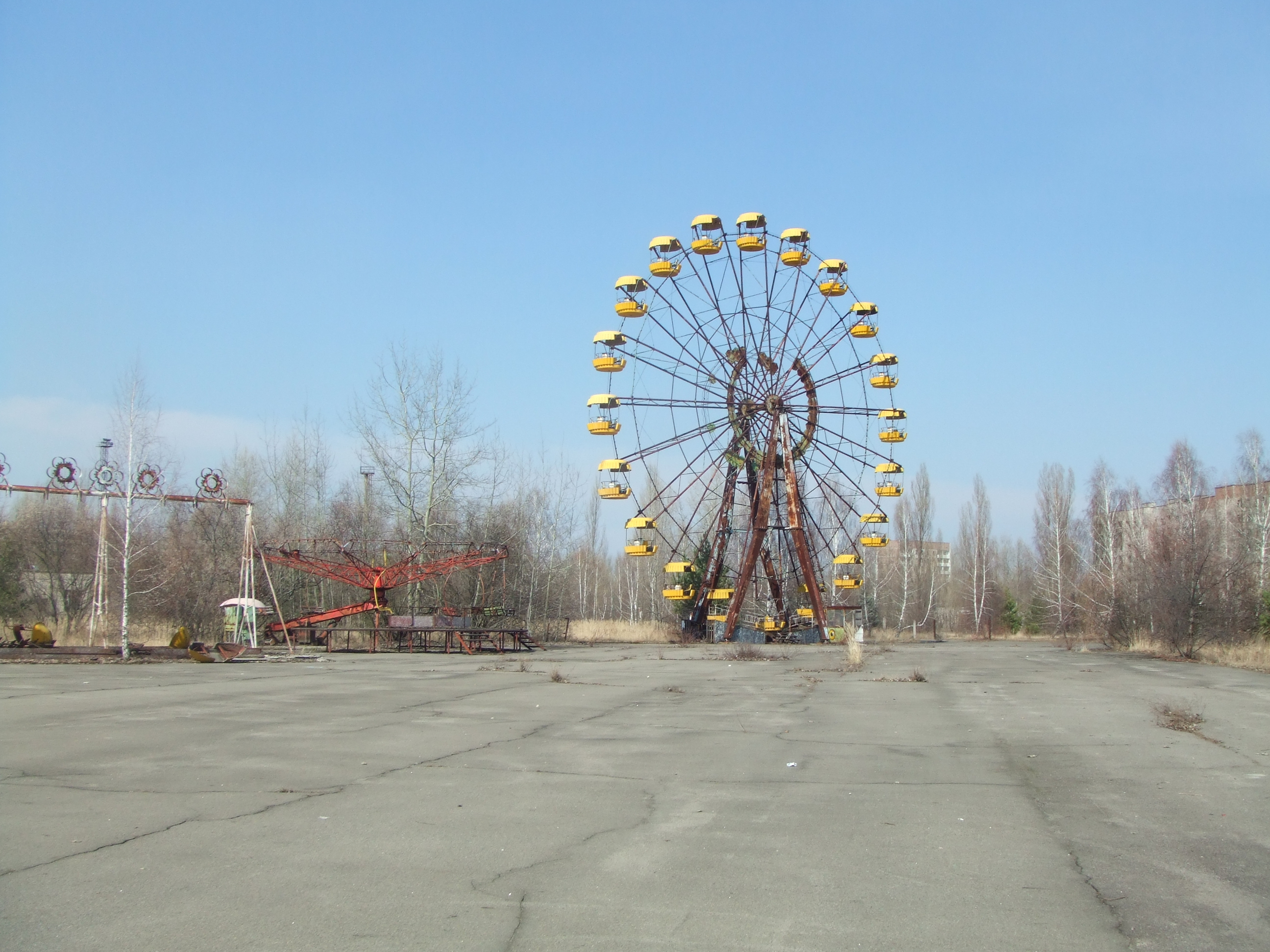
Ruota panoramica
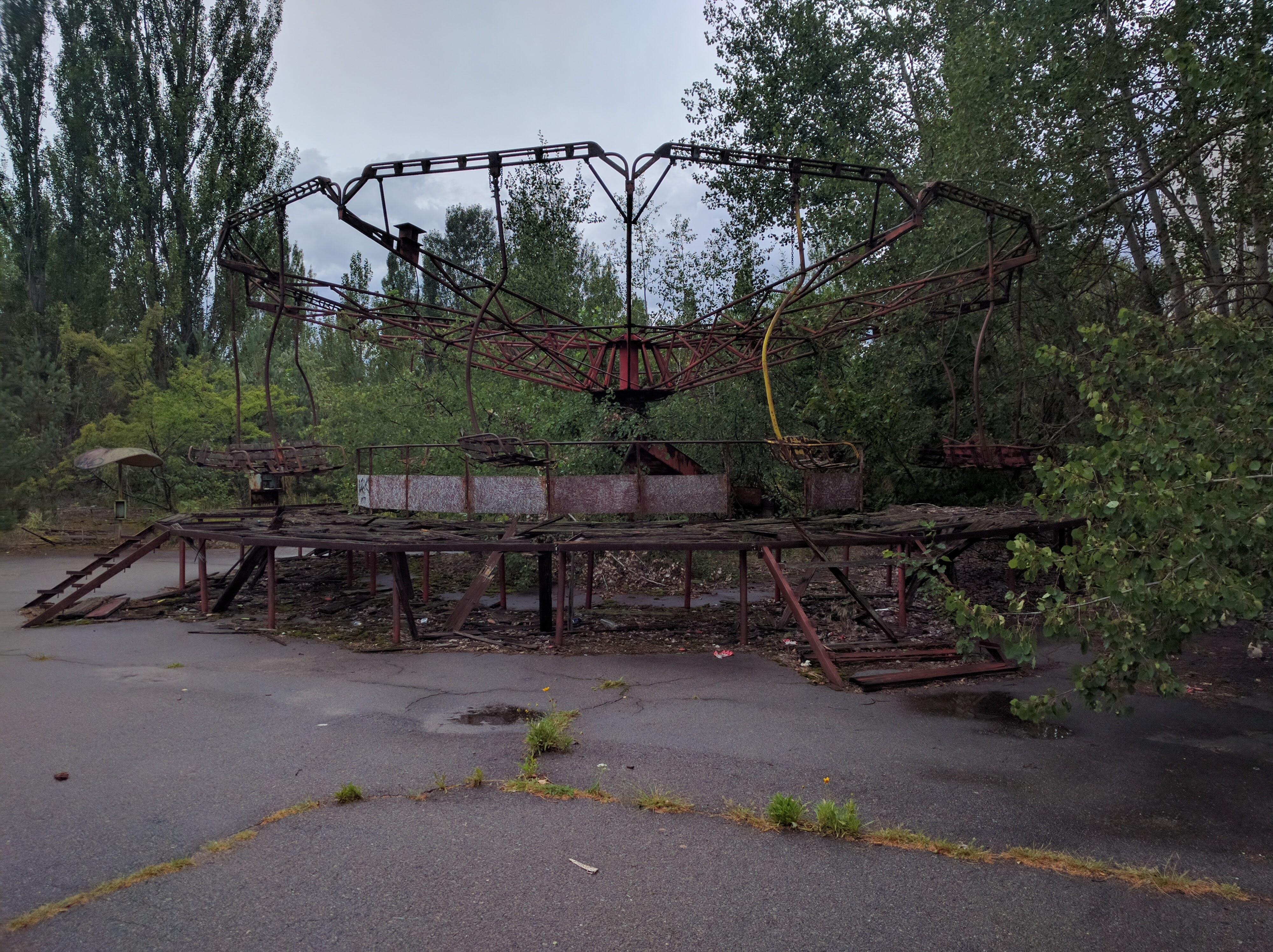
Paracadutista
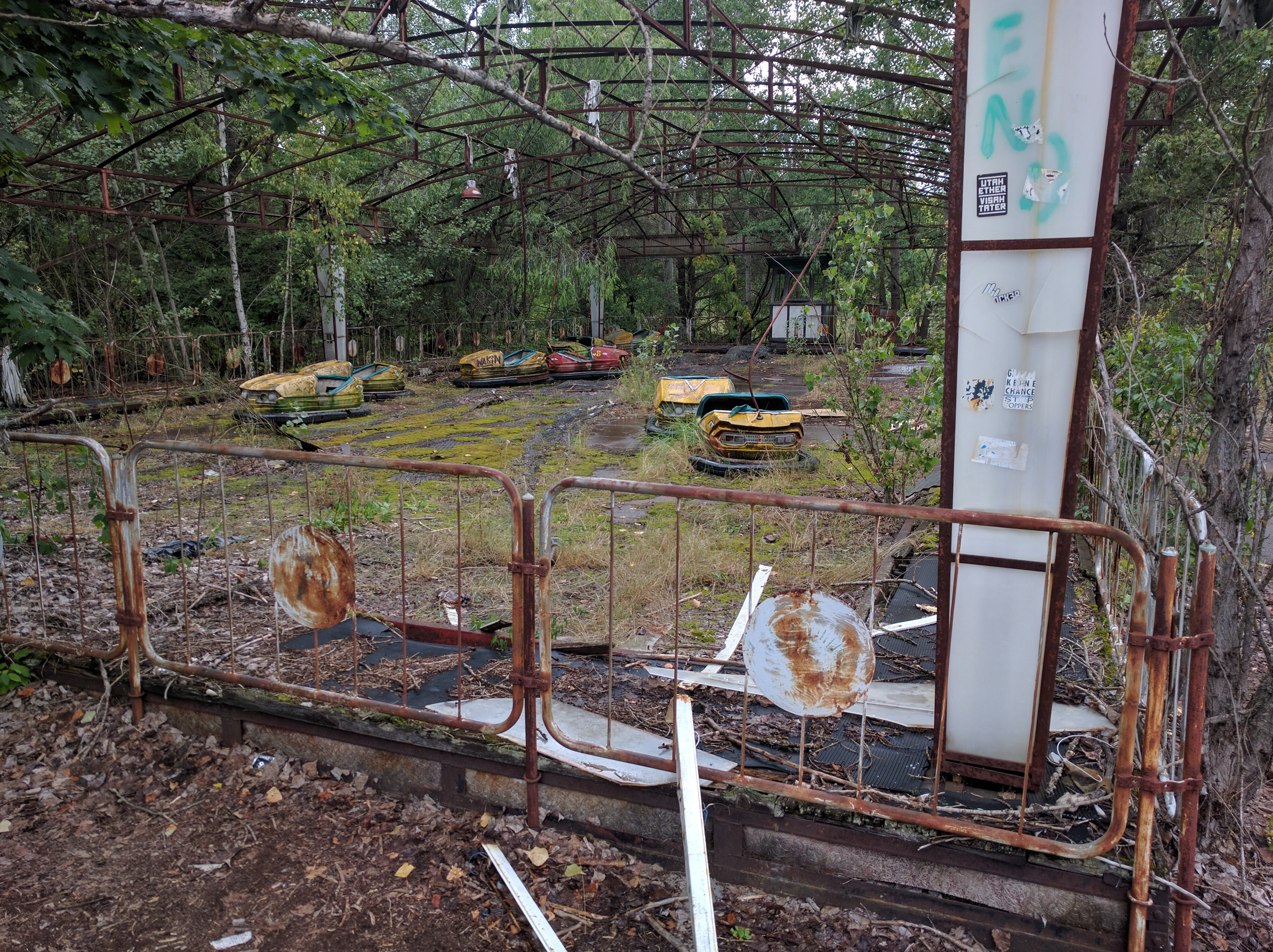
Autoscontro